# Gary Young
Gary Young (Mamaroneck, 3 maggio 1953 – Stockton, 17 agosto 2023) è stato un musicista statunitense, meglio conosciuto per essere stato il primo batterista della band indie rock Pavement.

## Biografia
Nato nel 1953 a Mamaroneck (New York), verso la fine degli anni settanta, Young si trasferisce prima a San Francisco e poi a Stockton (California) dove, abbandonato il lavoro come dipendente in una società di materassi ad acqua, agli inizi degli anni ottanta decide di auto-costruirsi un proprio studio di registrazione nel garage della sua abitazione Qui, con il primo registratore a otto piste, inizia a produrre alcuni singoli di band punk locali (come gli Young Pioneers e gli Authorities, tra gli altri) per poi investire, i primi guadagni (all'incirca 50.000 dollari), in una nuova strumentazione e in un nuovo studio, il Louder Than You Think, situato poco fuori città.
Nel 1989 fece la conoscenza con Stephen Malkmus che, assieme al suo amico Scott "Spiral Stairs" Kannberg, stava cercando una sala per registrare alcune canzoni della loro nuova band, i Pavement. Il 17 gennaio del 1989, con un budget di 800 dollari prestati dal padre di Kannberg, i due si recarono quindi presso lo studio di Young (che, per l'occasione, si prestò a suonare la batteria nelle registrazioni) e, in un'unica sessione di quattro ore, registrarono i cinque brani che andarono a comporre il loro primo EP, intitolato Slay Tracks (1933-1969) Assieme ai Pavement, Young pubblicherà altri quattro EP ed un album sulla lunga distanza, intitolato Slanted and Enchanted.
Il suo comportamento eccentrico e le bizzarrie fuori scena e sul palco (come distribuire ortaggi, patate e pane tostato all'ingresso dei locali o abbandonare il palco durante le esibizioni) vennero però giudicate insostenibili dal resto della band e quindi, al termine del tour del 1993, venne convinto a lasciare il gruppo, sostituito da Steve West.
Il 24 giugno 2010, in occasione della momentanea reunion dei Pavement, Young si è nuovamente unito al gruppo per un bis di tre brani nella data di Stockton, città natale della band. La cosa si è ripetuta poi anche nella data successiva al Greek Theater di Berkeley, dove Young ha suonato la batteria in sei brani del concerto.
Dopo la separazione dai Pavement, iniziò una carriera solista con il nome Gary Young's Hospital, pubblicando tre album: Hospital nel 1994 e anticipato dal singolo Plantman, Things We Do for You. nel 1998 e The Grey Album uscito nel 2004.. Il suo stile musicale, in sintonia con la sua personalità eccentrica, venne definito come: "caotico e sconnesso, fatto di canzoni frenetiche e dal singalong ripetitivo da uomo disperato"

## Discografia

### Con i Pavement
- 1989 - Slay Tracks (1933-1969) (EP)
- 1990 - Demolition Plot J-7 (EP)
- 1991 - Perfect Sound Forever (EP)
- 1992 - Slanted and Enchanted
- 1992 - Watery Domestic (EP)

### Come Gary Young's Hospital
- 1994 - Hospital
- 1998 - Things We Do for You
- 2004 - The Grey Album